# Charlotte Schreiter
Charlotte Schreiter ist eine deutsche Klassische Archäologin.

## Leben
Nach dem Studium der Klassischen Archäologie, der Ur- und Frühgeschichte sowie der Alten Geschichte an der Universität München mit dem Abschluss M. A. im Jahr 1988 wurde Schreiter 1991 an der Universität Köln bei Henner von Hesberg promoviert. 1991 bis 1995 war sie am Archäologischen Park/Regionalmuseum Xanten tätig, zunächst als wissenschaftliche Volontärin in den Bereichen Museum und Öffentlichkeitsarbeit, dann als Mitarbeiterin für das Forschungsprojekt „Römische Wandmalerei in Xanten“. Von 1996 bis 1999 war sie Leiterin des Museums Voswinckelshof in Dinslaken. Daran schloss sich von 1999 bis 2008 eine Tätigkeit als wissenschaftliche Mitarbeiterin am Institut für Kunstgeschichte der Humboldt-Universität zu Berlin an, wo sie am Projekt Census of Antique Works of Art and Architecture Known in the Renaissance arbeitete. Von 2008 bis 2012 forschte sie an der Humboldt-Universität im Rahmen des SFB Transformationen der Antike zu "Gipsabguss-Sammlungen im 19. Jahrhundert". 2010 erfolgte dort die Habilitation mit der Schrift Antike um jeden Preis. Gipsabgüsse und Kopien antiker Plastik in Mitteldeutschland am Ende des 18. Jahrhunderts. Nach der Habilitation wurde sie Privatdozentin am Winckelmann-Institut.
Von 2012 bis 2016 war Schreiter Leiterin des LVR-RömerMuseums im Archäologischen Park Xanten und seit 2016 ist sie wissenschaftliche Referentin am Rheinischen Landesmuseum Bonn. Zudem ist sie Lehrbeauftragte an der Universität Bochum.

## Veröffentlichungen (Auswahl)
- Römische Schmuckbasen. Untersuchungen zu Struktur und Formensprache kaiserzeitlicher Aedikulaarchitektur. Dissertation Köln 1991.
  - Teildruck Römische Schmuckbasen. In: Kölner Jahrbuch 28, 1995, S. 161–347.
  - Teildruck Kelchbasen in der hellenistischen und römischen Architektur. In: Damaszener Mitteilungen 9, 1996, S. 113–141.
- mit Albrecht Pyritz (Hrsg.): Berliner Eisen. Die Königliche Eisengießerei Berlin. Zur Geschichte eines preußischen Unternehmens. Wehrhahn, Hannover 2007, ISBN 3-86525-039-4.
- Antike um jeden Preis. Gipsabgüsse und Kopien antiker Plastik am Ende des 18. Jahrhunderts. De Gruyter, Berlin/Boston 2014, ISBN 978-3-11-031772-5 (Habilitationsschrift).
- Gipse im Museum. Zur Aufstellung von Abgüssen antiker Plastik im 19. Jahrhundert. In: Hamburger Journal für Kulturanthropologie 1, 2015, S. 89–102.